# Enrique II de Nassau-Orange
Enrique II, conde de Nassau-Siegen (Siegen, 9 de agosto de 1611-Hulst 27 de octubre de 1652) fue conde de Nassau-Siegen de 1611 a 1623, un coronel y diplomático holandés y desde el asedio de Hulst en 1645 gobernador de Hulst.

## Vida
Era hijo del conde Juan VII de Nassau-Siegen y su esposa, la duquesa Margarita de Schleswig-Holstein-Sonderburg (1558-1599).

### Matrimonio e hijos
Se casó el 19 de abril de 1646 con María Magdalena (1623 - 26 de diciembre de 1707 en Siegen ). Era hija de Jorge Ernesto de Limburg-Stirum (1593-1649) de su primer matrimonio, el 26 de septiembre de 1591 en Detmold, con la condesa Magdalena de Bentheim (1591-1649). Enrique II y María Magdalena tuvieron cuatro hijos:
- Ernestina (1647-1652).
- Guillermo Mauricio (1649-1691), quien luego gobernó Nassau-Siegen.
- Sofía Amalia (10 de enero de 1650 en Wisch - 15 de noviembre de 1688 en Jelgava), casada en 1678 con Federico Casimiro Kettler, duque de Curlandia y Semigallia (1650-1698)
- Federico (1651-1676).